# 529 هـ
529 هـ هي سنة في التقويم الهجري امتدت مقابلةً في التقويم الميلادي بين سنتي 1134 و1135.

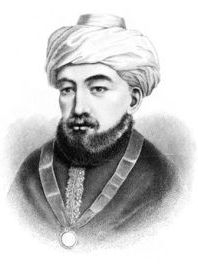
موسى بن ميمون

## أحداث
- 14 ذو الحجة: مقتل دبيس بن صدقة بن منصور بن دبيس بن علي الأسدي صاحب الحلة على يد بعض مماليك السلطان مسعود بن محمد بن ملكشاه السلجوقي لأسباب اختلف فيها.
- الخليفة منصور الراشد بالله يعتلي عرش الخلافة العباسية في بغداد.

## مواليد
- أبو الفضل الحارثي
- القاضي الفاضل
- موسى بن ميمون

## وفيات
- ابن الحاج القرطبي، شيخ الأندلس ومفتيها وقاضي الجماعة في الدولة المرابطية.
- محمد بن أحمد الديباجي
- أبو الصلت
- عبد الغافر الفارسي
- أبو المنصور الفضل المسترشد بالله
- أمية بن عبد العزيز بن أبي الصلت
- ابن باجة
- دبيس بن صدقة بن منصور بن دبيس بن علي الأسدي